# Biserica reformată din Tăureni
Biserica reformată din Tăureni este un monument istoric aflat pe teritoriul satului Tăureni; comuna Feliceni.

## Localitatea
Tăureni (maghiară Bikafalva) este un sat în comuna Feliceni din județul Harghita, Transilvania, România. Menționat documentar în anul 1567, cu denumirea Bijkafalva. 

## Biserica
Biserica reformată a fost construită în 1684, turnul său datează din 1776. A fost distrusă în urma unui incendiu în 1814, iar în 6 noiembrie 1848 a fost din nou incendiată de trupele în retragere ale generalului Heydte și reparată în 1851. Clopotul mai mare a fost turnat în 1927 în orașul italian Udine și cântărește 270 kg. Orga a fost construită în 1910 și restaurată în 1925, după stricăciunile suferite în timpul războiului.

## Imagini din exterior

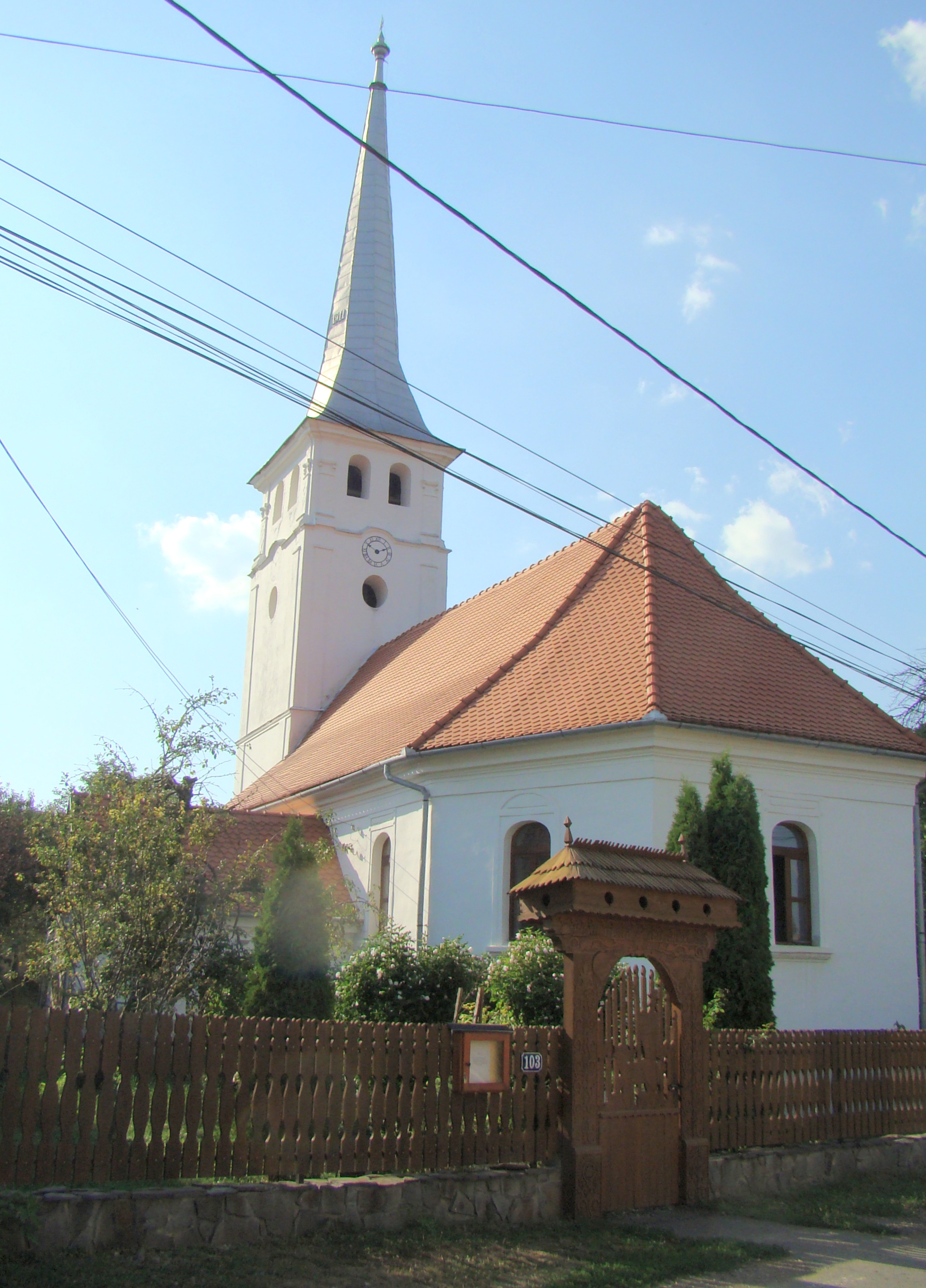
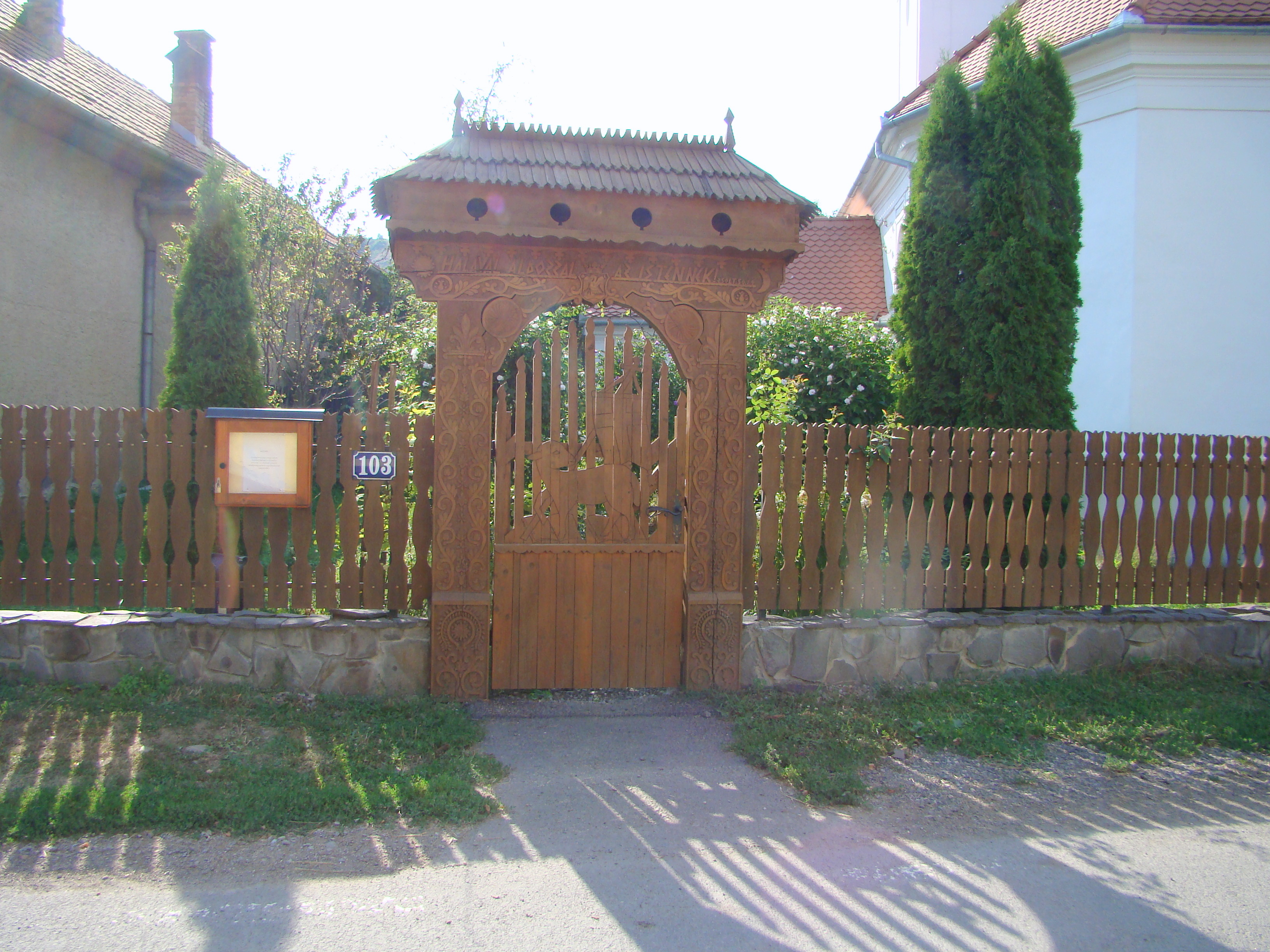
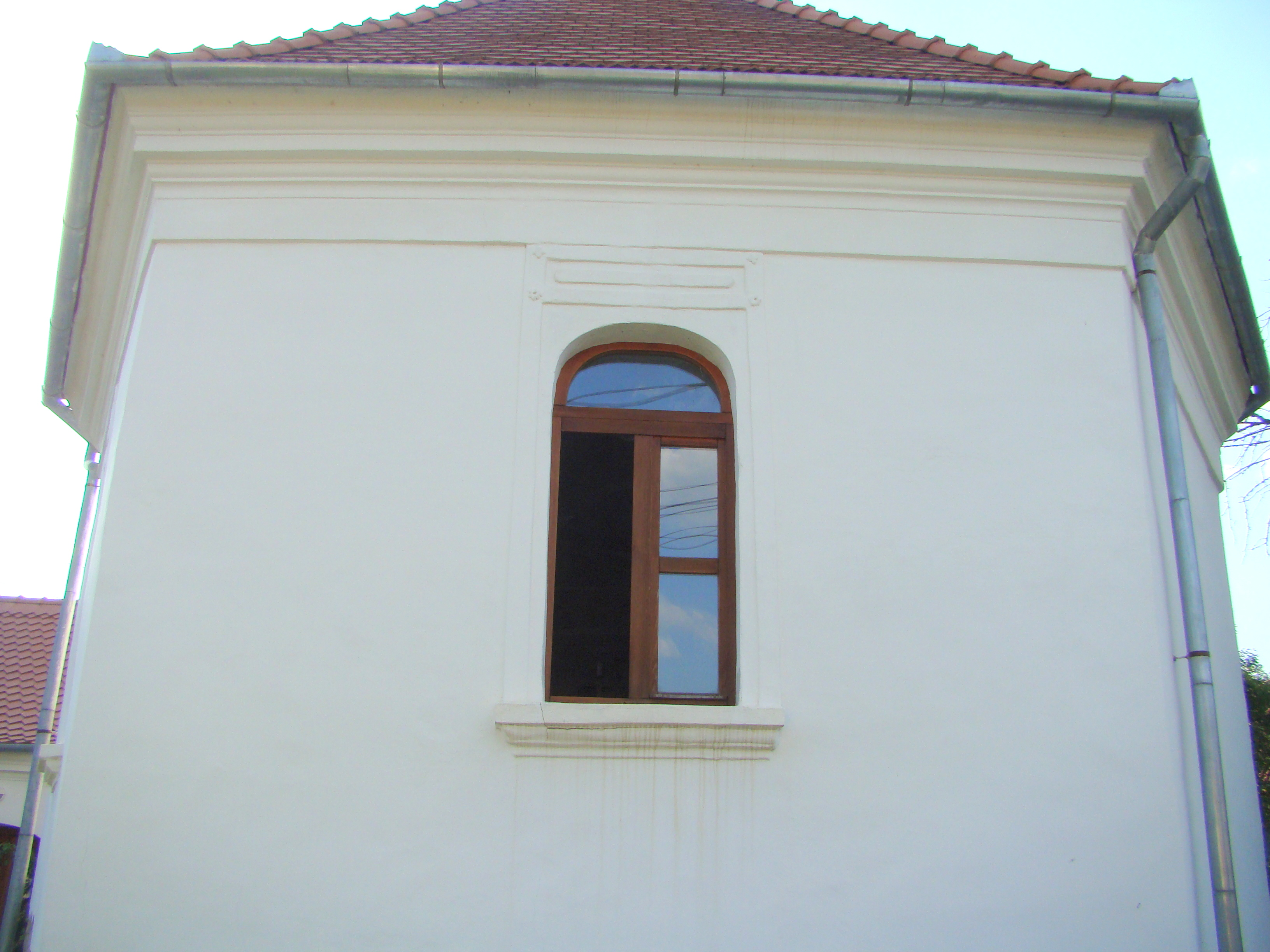
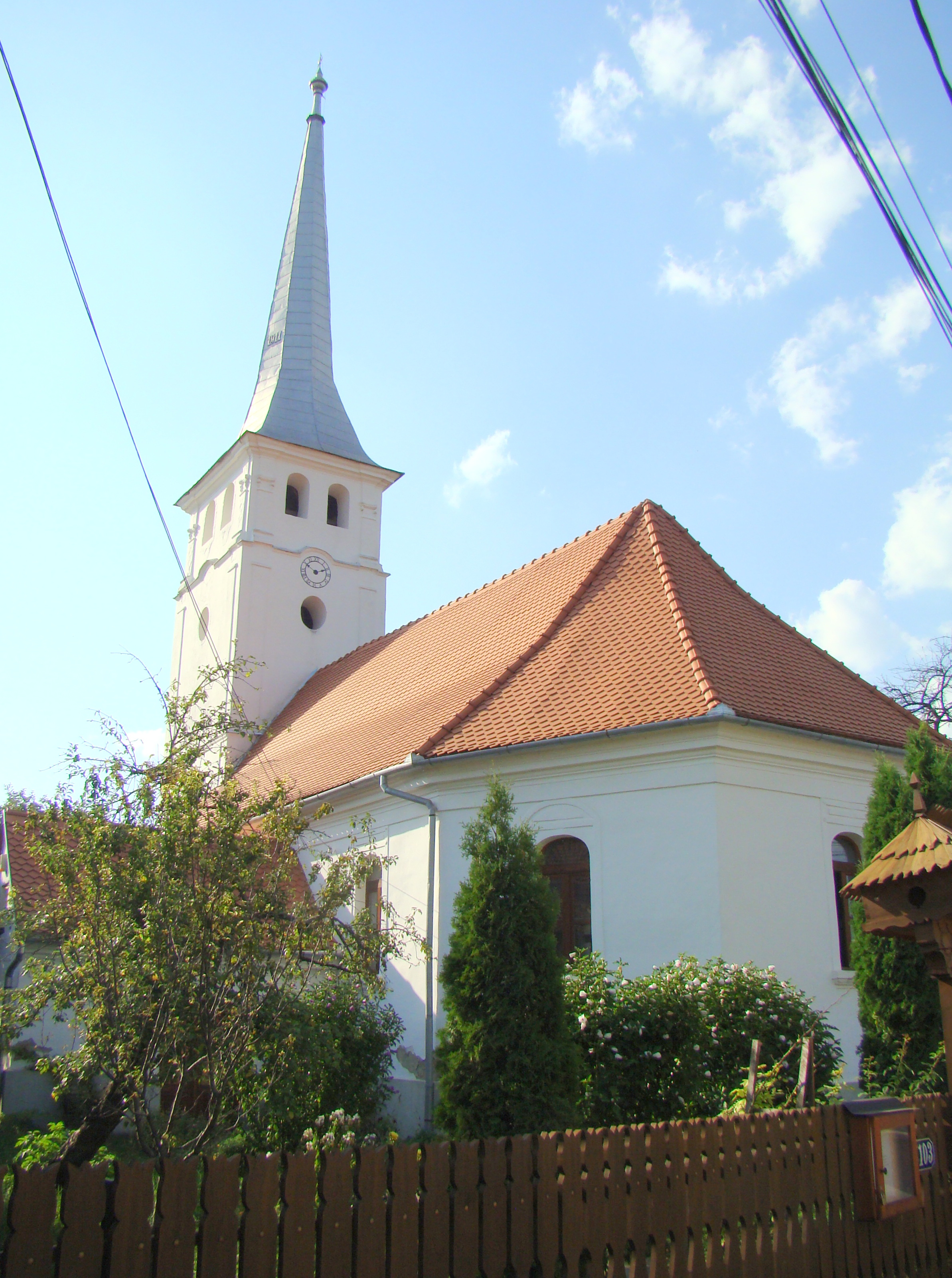
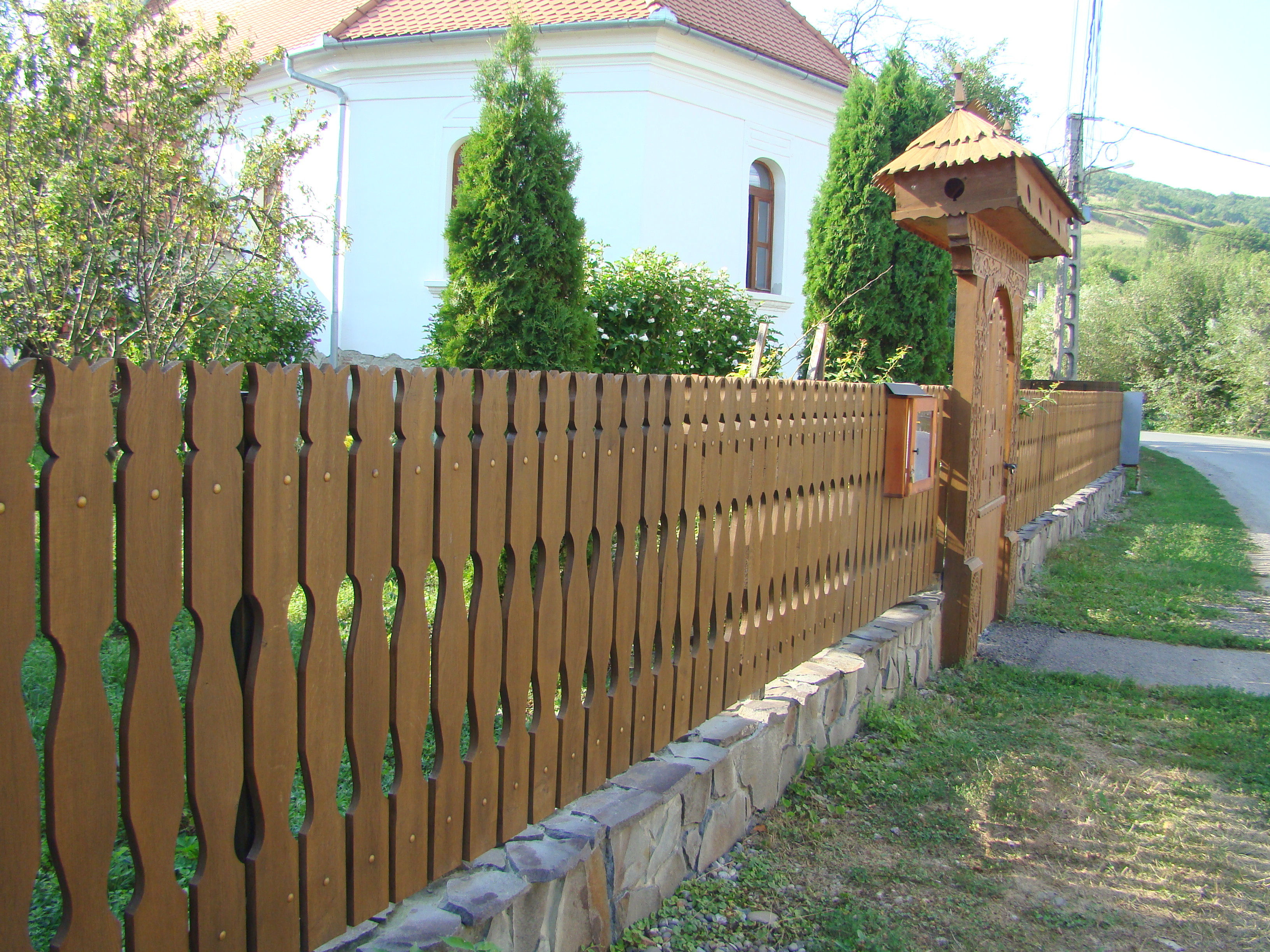

## Vezi și
- Tăureni, Harghita